# Murcof
Murcof es el nombre artístico del músico electrónico mexicano Fernando Corona.

## Biografía
Edmundo Fernando Corona Murillo nació el 26 de julio de 1970 en Tijuana (México) y vivió parte de su vida en Ensenada (México). En el año 2000 regresó a Tijuana y más tarde fue a Barcelona (España). Desde 1988 formó parte de diferentes agrupaciones de música electrónica, rock y jazz. Fue miembro fundador del Colectivo Nortec de músicos de Baja California. Bajo las premisas musicales de este colectivo en 1998 comienza su proyecto solista como Terrestre. A partir de 2001 usa el alias de Murcof para sus composiciones de música electrónica minimalista.

## Música
La música de Murcof tiene un enfoque minimalista, con ritmos electrónicos basados en microsonidos y el uso de sonidos de instrumentación orquestal clásica. Es característico de su música la influencia de composiciones de música clásica del siglo XX, especialmente de artistas del Este de Europa como Henryk Górecki o Arvo Pärt.

## Discografía

### Álbumes
- Martes (2002) (Static Discos/Leaf)
- Utopia (2004) (Leaf)
- Martes/Utopía (2005) (Static Discos) (Solo doble CD en México)
- Remembranza (2005) (Leaf)
- Cosmos (2007) (Leaf)
- The Versailles Sessions (2008) (Leaf)
- La Sangre Iluminada (2009) (Leaf)
- Being Human Being (con Erik Truffaz) (2014)
- Statea (con Vanessa Wagner) (InFiné) (2016)
- The Alias Sessions (2021) (Leaf)
- Twin Color (vol. I) (InFiné) (2024)

### Sencillos/EP
- Monotonu (2002) (Context Free Media)
- Ulyssess (2003) (Leaf)
- Utopia Remixes (2004) (Leaf)
- Ultimatum (2004) (Leaf)
- México (2008) (con Erik Truffaz) (Blue Note, EMI Music (Francia))
- EP01 (2016) (con Vanessa Wagner) (InFiné)
- Static Discos 100 (2019) (con Fax) (Static Discos (México))